# Croton rosmarinoides
Croton rosmarinoides är en törelväxtart som beskrevs av Charles Frederick Millspaugh. Croton rosmarinoides ingår i släktet Croton och familjen törelväxter. Inga underarter finns listade i Catalogue of Life.